# Злодейка (фильм, 2017)
«Злодейка» (кор. 악녀) — южнокорейский боевик режиссёра Чон Пён Гиля. Премьера прошла на Каннском кинофестивале в 2017 году.

## Сюжет
Девушка-киллер Сук Хи врывается в некое здание и хладнокровно громит головорезов находящихся внутри. На место происшествия прибывает полиция, которая задерживает её. Поскольку Сук Хи в одиночку уничтожила целую банду, высокие чиновники решают, что она может принести пользу государству. Сук Хи делают пластическую операцию, дают новое имя и определяют в лагерь по подготовке секретных агентов. Первое время девушка сопротивляется и пытается сбежать с объекта. Глава секретной организации предлагает ей сделку. Если Сук Хи пройдёт курс агента и отработает 10 лет на организацию, то станет свободна. Сук Хи соглашается, неожиданно узнав, что к тому же ждёт ребёнка.
Через череду флешбэков становится известно, что когда Сук Хи была маленькой, её отец украл бриллиант. Позже из-за этого бриллианта её отца убил его же друг, а её саму продал в сексуальное рабство. В это время на неё случайно наткнулся гангстер Ли Чон Сан. Он ворвался в спальню к одному человеку, которого должен был убить, и там встретил эту девочку. Во время драки, завязавшейся в спальне, в руки Сук Хи попал пистолет. Девочка смогла застрелить одного из бандитов и таким образом спасла Ли Чон Сана. После этого гангстер взял девочку под своё крыло. Он воспитал из неё хладнокровную убийцу, которая должна была преданно служить ему. Повзрослев, девушка была принята в банду. Убийства не шли в разрез со взглядами Сук Хи, которая всё это время была одержима местью за отца и видела в этом своё предназначение. Постепенно Сук Хи даже собралась замуж за Ли Чон Сана. Любовные переживания смягчили её сердце, и она поняла, что больше не хочет мстить. Их свадьба состоялась, но почти сразу Ли Чон Сан инсценировал свою смерть, чтобы таким образом заставить Сук Хи мстить за себя и вырезать конкурирующую банду (первая сцена фильма).
Наконец секретная организация даёт Сук Хи её первое задание, которое связано с устранением какого-то человека. Девушка успешно выполняет его и теперь ей позволено покинуть секретный объект и жить в городе, ведя жизнь обычного человека. Сук Хи переезжает в квартиру со своей маленькой дочерью. В то же время в соседнюю квартиру от организации заселяется специальный человек Чон Хён Су, который должен присматривать за Сук Хи и войти к ней в доверие. Молодые люди начинают встречаться и со временем решают пожениться. При этом Сук Хи не знает, что Чон Хён Су такой же тайный агент, как она сама и у них один начальник.
Через некоторое время Сук Хи получает новое задание на устранение очередной цели. С удивлением девушка обнаруживает, что её новая цель это гангстер Ли Чон Сан, её первый муж. Оказалось, что он не умер, как она думала ранее. У Сук Хи не получается сходу устранить этого человека. Из-за этого провала в организации ей перестают доверять и берут под стражу. Сам Ли Чон Сан освобождает её. В это же время люди Ли Чон Сана отправляются домой к Сук Хи. Они взрывают квартиру вместе с её маленькой дочерью (отец которой Ли Чон Сан) и вторым мужем. Сук Хи поначалу думает, что всё это устроили люди из организации, на которую она работает, и отправляется мстить туда. Узнав там правду Сук Хи начинает искать Ли Чон Сана. Девушка находит его и громит всю банду. Перед смертью Ли Чон Сан насвистывает мелодию, которую насвистывал убийца отца Сук Хи, таким образом он даёт ей понять кто был этим убийцей.

## В ролях
- Ким Ок Бин — Сук Хи / Чхве Ён Су
- Шин Ха Гюн — Ли Чон Сан
- Сон Джун — Чон Хён Су
- Ким Со Хён — Квон Сук
- Чо Ын Джи — Ким Сан
- Ли Сын Чжу — Чхве Чун Мо
- Сон Мин Джи — Мин Джу
- Мин Йе Чжи — Сук Хи в детстве
- Ким Ён У — Ын Хе

## Приём
Премьера фильма прошла 21 мая 2017 года на Каннском кинофестивале. Фильм был показан во внеконкурсной программе. После показа публика одарила режиссёра и актёров 4-минутными овациями. В общей сложности фильм был закуплен для показа в 136 странах. Позже фильм получил несколько наград на различных азиатских кинофестивалях.
В основном отзывы на фильм были благожелательными. На сайте Rotten Tomatoes рейтинг «свежести» фильма 83 % на основе 82 рецензий. На сайте Metacritic у фильма 64 балла из 100 на основе 21 отзыва. В основном критики отмечали постановку экшн-сцен. Было отмечено, что сюжетно фильм похож на «Никиту» Люка Бессона, а в остальном напоминает «Хардкор» или «Рейд».

## Награды и номинации
| Фестиваль                    | Категория                                            | Номинант       | Результат | Ссылка |
| ---------------------------- | ---------------------------------------------------- | -------------- | --------- | ------ |
| New York Asian Film Festival | Награда Даниэля Крафта за совершенство в экшн-фильме | Злодейка       | Победа    | [ 9 ]  |
| Fantasia Film Festival       | Приз за Лучший полнометражный экшн-фильм             | Злодейка       | Серебро   | [ 10 ] |
| Buil Film Awards             | Лучшая актриса                                       | Ким Ок Бин     | Номинация | [ 11 ] |
| Buil Film Awards             | Лучшая операторская работа                           | Парк Джунг Хун | Победа    | [ 11 ] |
| The Seoul Awards             | Лучшая актриса                                       | Ким Ок Бин     | Номинация | [ 12 ] |
| The Seoul Awards             | Лучшая актриса второго плана                         | Ким Со Хён     | Номинация | [ 12 ] |
| Большой колокол              | Лучшая актриса                                       | Ким Ок Бин     | Номинация | [ 13 ] |
| Большой колокол              | Лучший свет                                          | Ли Хэ Вон      | Номинация | [ 13 ] |
| Большой колокол              | Лучшая операторская работа                           | Парк Джунг Хун | Победа    | [ 13 ] |
| Большой колокол              | Лучший монтаж                                        | Хо Сон Ми      | Номинация | [ 13 ] |
| Большой колокол              | Техническая награда                                  | Злодейка       | Победа    | [ 13 ] |
| Голубой дракон               | Лучшая операторская работа и свет                    | Злодейка       | Номинация | [ 14 ] |
| Голубой дракон               | Лучшее техническое достижение — трюки                | Злодейка       | Победа    | [ 14 ] |
| Голубой дракон               | Лучшая актриса                                       | Ким Ок Бин     | Номинация | [ 14 ] |
| Busan Film Critics Awards    | Техническая награда                                  | Парк Джунг Хун | Победа    | [ 15 ] |
| Busan Film Critics Awards    | Техническая награда                                  | Гвон Квай Док  | Победа    | [ 15 ] |
| Baeksang Arts Awards         | Лучшая актриса                                       | Ким Ок Бин     | Номинация | [ 16 ] |
| Chunsa Film Art Awards       | Лучшая актриса                                       | Ким Ок Бин     | Победа    | [ 17 ] |